# Literatur von Trinidad und Tobago
Die Literatur von Trinidad und Tobago (engl. Trinidad and Tobago literature) hat ihre Wurzeln in der Folklore afrikanischer Sklaven und indischer Einwanderer sowie in der Tradition der europäischen Literatur. 

Lage von Trinidad und Tobago

## Geschichte
Die Literatur hat eine reiche und vielfältige Geschichte. Trinidad und Tobago sind zwei Inseln in der südlichen Karibik, die eine Geschichte der Kolonialisierung durch Spanien, Frankreich, Großbritannien und den Niederlanden durchlebt haben. Diese verschiedenen Einflüsse haben dazu beigetragen, dass die Literatur des Landes eine einzigartige Mischung aus Kulturen und Traditionen darstellt.

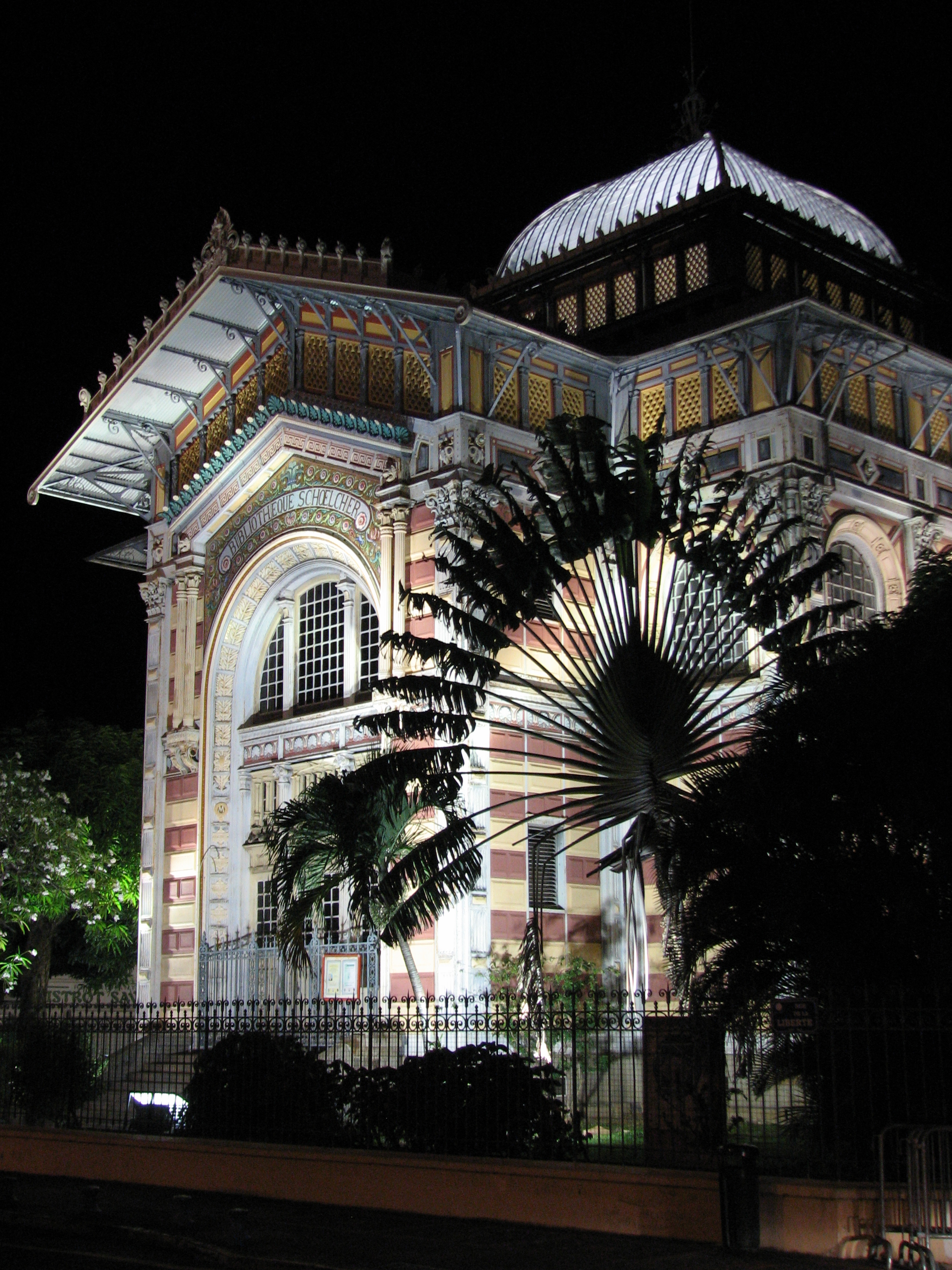
Ein Baum des Reisenden (Traveller's Tree) vor der illuminierten Bibliothèque Schœlcher in Fort-de-France (Martinique)

Die Literatur von Trinidad und Tobago umfasst verschiedene Genres, darunter Romane, Gedichte, Kurzgeschichten und Theaterstücke. Viele der Werke behandeln Themen wie Kolonialismus, Sklaverei, Identität und soziale Ungerechtigkeit.
Einige der bekanntesten Autoren von Trinidad und Tobago sind V. S. Naipaul, Earl Lovelace und Samuel Selvon. Diese Autoren haben nicht nur die Geschichte und Kultur ihres Landes erforscht, sondern auch die Erfahrungen von Karibiern in anderen Ländern untersucht.
Ein bemerkenswerter früher Text in der Literatur des Landes ist An Address to the Right Hon. Earl Bathurst (auch bekannt als The Free Mulatto, 1824) von Jean-Baptiste Philip (1796–1829). Als der erste Roman in der Literatur des Landes gilt Emmanuel Appadocca or, Blighted Life: A Tale of the Boucaneers (1854) von Michel Maxwell Philip (1829–1888).
Die wichtigsten Namen in der Literatur Trinidads und Tobagos im 20. Jahrhundert sind Cyril James und die Nobelpreisträger V. S. Naipaul und Derek Walcott (letzterer wurde in St. Lucia geboren und verbrachte seine Kindheit in Trinidad).
Der Roman Ein halbes Leben des aus Trinidad stammenden Vidiadhar Surajprasad Naipaul (d. h. V. S. Naipaul) mit indischen Vorfahren, der als junger Mann nach England ging, um Schriftsteller zu werden, handelt beispielsweise von dem immer nur "halb gelebten Leben" des werdenden Schriftstellers Willie Chandran, einer Figur, die ein Leben am Schnittpunkt dreier Welten führt: der brahmanischen Tradition des indischen Subkontinents, der Bohème-Szene im London der späten 1950er Jahre und der Zeit des scheiternden Kolonialismus in Afrika.
Die Literatur von Trinidad und Tobago hat nicht nur in der Karibik, sondern auch international Anerkennung gefunden. 
Die Werke von Autoren wie Naipaul und Walcott haben dazu beigetragen, das Bewusstsein für die karibische Kultur und Geschichte zu fördern und sind wichtige Beiträge zur Weltliteratur.
Der Akademiker Selwyn Cudjoe hat in jüngerer Zeit verschiedene Beiträge zur Erforschung der Literatur geleistet.

## Liste von Schriftstellern (Auswahl)
- Michael Anthony (1930–2023)
- Rosa Guy (1922–2012)
- Cyril Lionel Robert James (1901–1989)
- Earl Lovelace (1935– )
- Ian McDonald (1933– )
- Shani Mootoo (1957– )
- V. S. Naipaul (1932–2018)
- Samuel Selvon (1923–1994)
- Derek Walcott (1930–2017)